# Adrian Lamo

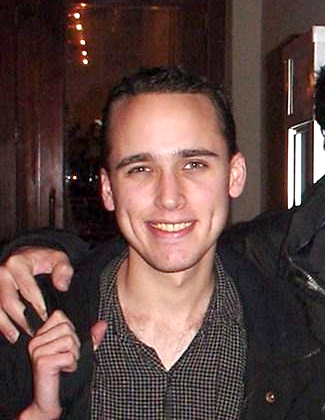
Adrian Lamo (2001)

Adrian Lamo (* 20. Februar 1981 in Boston, Massachusetts; † tot aufgefunden am 14. März 2018 in Wichita, Kansas) war ein US-amerikanischer Hacker.
Bekannt wurde er durch verschiedene Einbrüche in Netzwerke, unter anderem von NBC, WorldCom, Excite und The New York Times, und die darauf folgende Verhaftung. Später trat er noch in Verbindung mit der Verurteilung von Chelsea Manning in Erscheinung.

## Leben
Adrian Lamo, geboren 1981 in Boston, Massachusetts, auch als Homeless Hacker bekannt, war der Sohn eines gebürtigen Kolumbianers und einer Amerikanerin. Seine Kindheit war geprägt von Umzügen durch Neuengland, ehe sich seine Familie in Washington, D.C. niederließ. Sein Vater schrieb Kinderbücher und arbeitete als Übersetzer. Lamo hielt ihn für einen hervorragenden Philosophen. Seine Mutter gab Englischunterricht, später kümmerte sie sich nur noch um den Haushalt und nahm Lamo auf politische Kundgebungen mit. Er wurde so erzogen, dass er stets alles in Frage stellen sollte, was um ihn herum passiert, und sich stets eine eigene Meinung bilden sollte.
Mit sieben Jahren kam Lamo das erste Mal mit Computern in Kontakt und spielte mit dem Commodore 64 seines Vaters. Als er ein Textadventure nicht lösen konnte, suchte er sich einen Weg, die Lösungen von dem Computer ausgeben zu lassen, um so die richtigen Antworten im Spiel eingeben zu können. Der erste Schritt als Hacker war getan.
Adrian Lamo selbst vertrat die Meinung, dass Computer sich bei Menschen ähnlich wie Fremdsprachen verhalten. Je früher man mit ihnen in Kontakt komme, desto besser könne man ihr Verhalten und ihre Funktionen lernen. Lamo wuchs mit Computern auf und erkannte die potenziellen manipulativen Fähigkeiten sehr früh.
Im November 2000 wurde er als Mitbetreiber einer AOL-Nutzerwebsite registriert, die bedenkliche Informationen des Onlinedienstes veröffentlicht. Beispielsweise wurde über eine Sicherheitslücke im AOL Instant Messenger berichtet, wodurch die Kundendaten für jedermann einsehbar waren. Ob Lamo selbst an diesem Hack beteiligt war, ist ungeklärt.
Ab 2001 begann Lamo Firmennetzwerke zu hacken. Er trampte, wie viele andere kleine Hacker, durch Amerika, war arbeitslos und legte sich mit der IT-Security großer Firmen an. Damals wurde er noch als ein sogenannter Grey Hat Hacker („Hacker in der Grauzone“) bezeichnet, der die Hackerethik nur teilweise einhält. Diese schreibt vor, dass bei einer gefundenen Sicherheitslücke zunächst nur das betroffene Unternehmen oder die Betreiber einer betroffenen Internetseite informiert werden. Steht dann eine Lösung des Sicherheitsproblems zur Verfügung, kann die, nun behobene, Sicherheitslücke auch öffentlich gemacht werden. Lamo hingegen veröffentlichte die Sicherheitslücke direkt, sodass Betroffene meist erst über die Medien über den Hack informiert wurden. Damit wird vielen Menschen die Möglichkeit eröffnet, diese Lücke zu missbrauchen.
Lamo selbst sah seine Tätigkeit weder als gut noch als böse an. Er tue eben, was er tue. Von vielen Kritikern wurde er deshalb als ein „mediengeiler“ Kleinhacker abgetan, der das Licht der Öffentlichkeit suche und keine spezialisierten Kenntnisse besitze. Manche Stimmen behaupteten, dass er nur durch die Medien groß gemacht worden sei, um als Nachfolger des „Superhackers“ Kevin Mitnick neue Aufmerksamkeit zu erregen.
Durch einen am 21. Mai 2010 im Magazin Wired veröffentlichten Artikel wurde bekannt, dass Adrian Lamo diagnostizierter Asperger-Autist ist.
Im Laufe der Zeit wurde Lamo zudem durch mehrere Dokumentarfilme bekannt. Er spielte in Can You Hack It? (2009), Wikileaks – Secrets and Lies (2011) und We Steal Secrets: Die WikiLeaks Geschichte (2013) mit.
Lamo starb im März 2018 im Alter von 37 Jahren in Kansas. Die genaue Todesursache ist ungeklärt.

## Hacking-Aktivitäten
Besonders an Lamos Arbeitsweise war, dass er keine spezialisierten Hacker-Tools oder andere verbotene Software für seine Angriffe benutzte, sondern lediglich einen standardmäßigen Webbrowser, mit dem er auf Websites nach Schwachstellen suchte. Er versuchte stets, sich in die Person zu versetzen, die das Netzwerk entworfen hatte, um seinen Aufbau zu analysieren und mögliche Schwachstellen ausfindig zu machen. Außerdem beherrschte Lamo keine Programmiersprache besonders gut.
2002 war er bei dem amerikanischen TV-Sender NBC eingeladen und sollte in den NBC Nightly News seine Hacking-Fähigkeiten vor laufender Kamera zeigen. Diese Sendung wurde jedoch nie gezeigt, da es Lamo innerhalb von fünf Minuten gelang, NBC selbst zu hacken und in das interne Netzwerk des Unternehmens einzudringen.

### Hack auf WorldCom
Bei dem Hack auf WorldCom im Dezember 2001 suchte Adrian Lamo mit Hilfe eines Programms offene Proxy-Server auf der Website von WorldCom und wurde schließlich fündig, sodass er Zugang zum internen Netzwerk hatte. Nach einiger Zeit stieß er auf weitere Sicherheitsstufen, deren Passwort er jedoch innerhalb von zwei Monaten geknackt hatte. Von nun an hatte er Zugriff auf das System der Personalabteilung, über das er persönliche Daten von Angestellten einsehen und deren Passwörter zurücksetzen konnte, sodass er Zugang zu Gehaltszahlungen hatte. An diesem Punkt hätte er theoretisch die Bankverbindungen Dutzender Mitarbeiter ändern können, um den Geldfluss auf sein Konto umzuleiten.

### Hack auf Excite
Obwohl Lamo die Website von Excite für sehr sicher hielt und nicht erwartete, dass er eine Sicherheitslücke finden würde, begab er sich im Mai 2001 auf die Suche und wurde schließlich bei einem falsch programmierten Proxy-Server fündig. Lamo stöberte in dem Netzwerk, fand Listen mit Login- und Passwortinformationen von Kunden und stieß auf alte Supportanfragen. Ein Fall ist bekannt, bei dem ein Kunde den Support um Hilfe gebeten hatte, da ihm persönliche Daten über einen Internet-Chat gestohlen wurden. Lamo erkannte, dass diese Anfrage selbst nach einem Jahr noch unbeantwortet war und entschloss sich, sich als Techniker des Unternehmens auszugeben, und dem Mann zu helfen. Nach eigener Aussage ziehe er aus solchen Taten seine Befriedigung und seinen Antrieb.
Wenig später war das Eindringen in das Netzwerk über den Proxy-Server jedoch nicht mehr möglich und Lamo machte sich auf die Suche nach einer neuen Sicherheitslücke. Über ein Reverse-DNS-Verfahren, bei dem man anstatt nach Website-Namen nach IP-Adressen sucht, probierte er verschiedene IP-Adressen, ehe er bei mehreren Hosts, die vermutlich zu Außendienstmitarbeitern gehörten, fündig wurde. Er hatte dadurch Fernzugriff auf mehrere Festplatten und konnte einen Remote Access Trojaner installieren, der es ihm erlaubte, weiterhin Zugriff auf das System zu haben und mehrere Datenbanken und Verzeichnisse zu durchstöbern.

### Hack auf New York Times
Bei der Durchsuchung der Website der New York Times auf mögliche Sicherheitslücken, stieß er, erneut über das DNS-Reverse-Verfahren, durch Ausprobieren verschiedener IP-Adressen auf eine stillgelegte Intranet-Seite, über die er auf eine interne Suchmaschine zugreifen konnte. In ausgiebiger Recherche fand er schließlich eine Liste mit allen Usernamen und Passwörtern aller Times-Angestellten, mit der es ihm möglich war, noch tiefer im Netzwerk der New York Times zu recherchieren. Er fand eine Liste mit Terrorverdächtigen aus den Vereinigten Staaten, sowie eine mit Kontaktdaten von jedem, der bereits einen Bericht für die Times geschrieben hatte. Er prahlte damit, die Kontaktdaten von Berühmtheiten, wie beispielsweise Bill Clinton oder Harvard-Professoren, zu kennen und schrieb sich selbst in die Liste der Zulieferer ein.

### Verurteilung
Seit dem Hack auf das Netzwerk der New York Times ermittelte das FBI gegen Lamo. Die Suchmaschine, mit der er im Netzwerk recherchierte, lief über LexisNexis, einen Host, der auf die Bereitstellung von Informations- und Technologielösungen spezialisiert war, bei dem jede Rechercheanfrage Geld kostet. Ursprünglich war man bei der New York Times im Frühjahr 2002 von einem Schaden von 5.000 US-Dollar ausgegangen, am Ende des Geschäftsquartals schrieb LexisNexis jedoch eine Rechnung über 300.000 US-Dollar. Drei Tage nachdem das FBI öffentlich gemacht hatte, dass es gegen Lamo ermittelte, stellte er sich der Polizei; er war überzeugt, dass das FBI nicht viel gegen ihn in der Hand habe und wollte auch den angeblichen Schaden von 300.000 US-Dollar anfechten. Letztendlich wurde er im Sommer 2004 zu sechs Monaten Hausarrest, zwei Jahren auf Bewährung und einer Entschädigungszahlung von 65.000 US-Dollar an seine Opfer verurteilt.

## Kontakt mit Chelsea Manning
Am 22. Mai 2010 wurde Adrian Lamo das erste Mal von Chelsea Manning (damals Bradley Manning), einer jungen IT-Spezialistin in der US-Armee, über einen Internet-Chat kontaktiert. Manning teilte ihm mit, dass sie 260.000 Dokumente des US-Außenministeriums kopiert hatte und plane, sie der Enthüllungsplattform WikiLeaks zuzuspielen. Sie hoffte einen Rat von Lamo zu bekommen, da diese Tat sehr Lamos früheren Aktivitäten, Straftaten aus Gewissensgründen zu begehen, ähnelte. Lamo selbst sah in diesem Plan jedoch eine Gefahr für viele amerikanische Soldaten und die nationale Sicherheit der Vereinigten Staaten, sodass er US-Staatsschützer alarmierte. Die Konversation mit Manning dauerte insgesamt fünf Tage, die Staatsschützer lasen ab Tag drei mit und nahmen Manning schließlich am 26. Mai 2010 fest.
Nachdem dieses Vorgehen Lamos öffentlich geworden war, änderten viele ihre Meinung zu dem einstigen Grey-Hat-Hacker. Er wurde als „Verräter“ und als „meistgehasster Hacker der Welt“ bezeichnet, er selbst jedoch beteuerte, dass er gar nicht anders handeln konnte, da für ihn die Vermeidung der Gefährdung von Menschenleben oberste Priorität gehabt hätte. Manning war zu diesem Zeitpunkt 22 Jahre alt, so konnte Lamo diese Situation sehr gut mit seiner eigenen Situation zu der damaligen Zeit vergleichen und wusste, was für ein harter Prozess auf Manning zukommt. Er kam zu dem Entschluss, dass das Wohlergehen Mannings nicht so wichtig sei wie das Wohlergehen der Nation. Er hielt Manning für einen idealistischen jungen Mann, der eine gute Tat tun wolle, aber vermutlich nicht gewusst habe, was er tut. Als später Gerüchte auftauchten, dass Manning während der Inhaftierung auf dem Militärstützpunkt in Quantico misshandelt wurde, wurde Lamo nachdenklich und äußerte sich folgendermaßen: „Es gibt Momente im Leben, wenn man eine Reihe von Optionen hat, von denen man keine richtig findet. Alle von ihnen schaden jemandem und man muss diejenige aussuchen, die der geringsten Anzahl von Menschen schadet. Das heißt, dass man immer noch jemandem schadet, und aus diesem Grund denke ich jeden Tag an Manning.“